# Кокдзяму
Кокдзяму (Кодзяму, Кадзяму, Какзаму…) — по преданиям коренных народов Дальнего Востока орочей, ороков и удэгейцев — злой горный дух, обитающий в пещерах.
У нанайцев и ульчей эта же сущность называется Колгами (Калгоми, Калгама).
Вот, что рассказывает о Кокдзяму и связанных с ним суевериях, известный путешественник В. К. Арсеньев:
«После ужина я стал расспрашивать орочей о березовом валежнике, виденном нами на сопке. Они сказали мне, что в горах живет горный дух Какзаму. Это худотелый великан с редькообразной головой и с трехпалыми руками. Он может превращаться в любого зверя. Тогда он сбрасывает с себя внешнюю оболочку, которая и валяется на земле в виде берестяных футляров. Это одежда Какзаму. Посещать такие места не следует — может напасть хищный зверь, упасть дерево или камень, можно сломать или вывихнуть ногу или тяжело заболеть.»
Суеверия и страх перед природой заставляли людей создавать в своем воображении подобные образы, наделяя их теми отрицательными качествами, которые присутствуют в диком человеке.